# Угольцы (Ровненская область)
Угольцы (укр. Угільці) — село в Бугринской сельской общине Ровненского района Ровненской области Украины.
До 2020 года входило в Гощанский район.
Расположено на левом берегу реки Горынь (приток Припяти).
Недалеко от села, у дороги до села Бугрин, имеется памятник природы — старейший тополь Украины, возрастом старше 200 лет — Уголецкий тополь.
Население по переписи 2001 года составляло 339 человек. Почтовый индекс — 35442. Телефонный код — 3650.